# Kodžiki

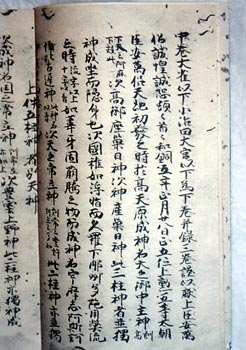
Kodžiki, nejstarší dochovaný rukopis z let 1371-1372

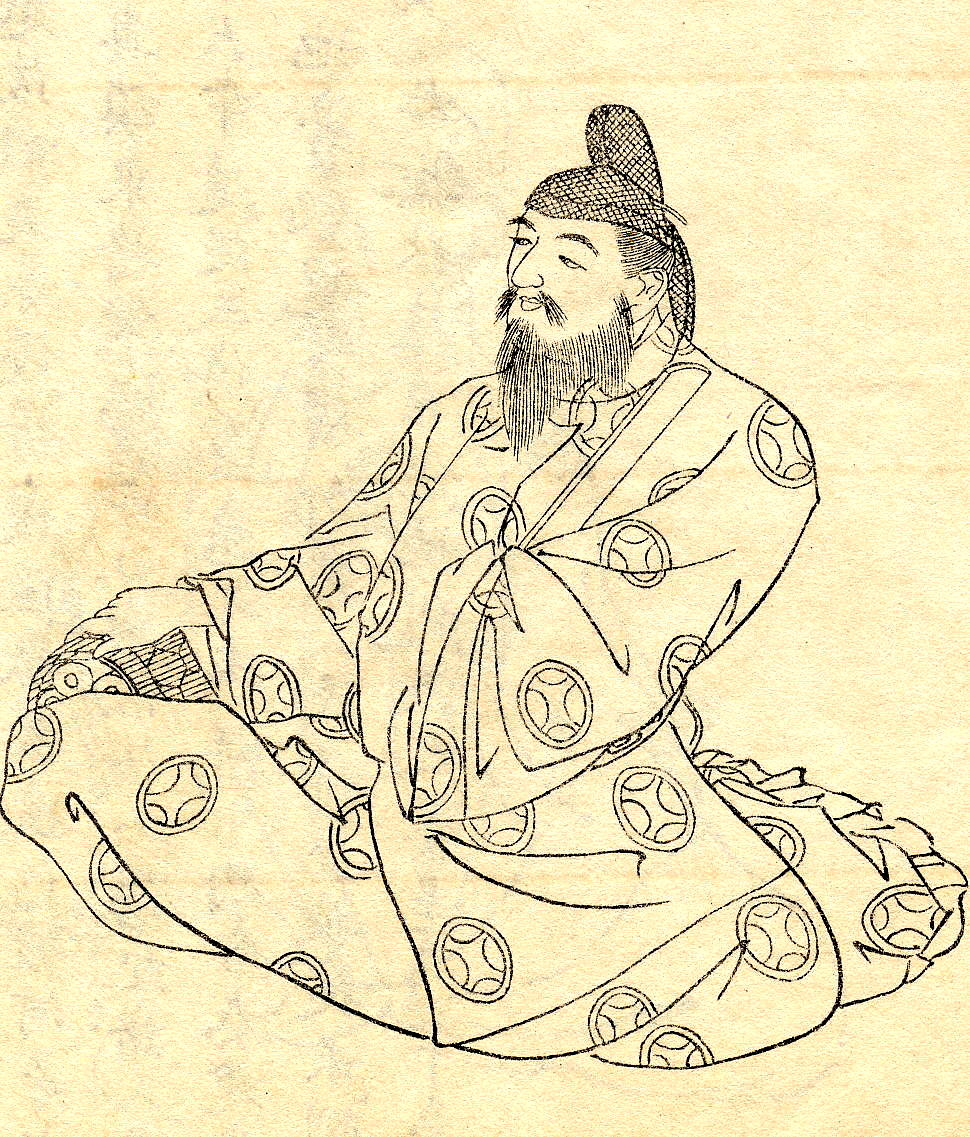
Ó no Jasumaro, portrét od Kikučiho Josaiho (1781-1878)

Kodžiki (古事記, doslova Zápisky o starých věcech) je nejstarší japonská dochovaná kronika a jedna z nejvýznamnějších japonských literárních památek. Byla dokončena roku 712 a, ačkoliv má charakter spíše díla literárního, je společně s kronikou Nihonšoki z roku 720 nejdůležitějším pramenem pro poznání nejstarších japonských dějin.

## Vznik kroniky
Myšlenka zapsat nejstarší japonské mýty, rodokmeny a události, dochované do té doby jen v ústním podání, vznikla již v druhé polovině 7. století za vlády císaře Temmu, ale realizována byla až za vlády císařovny Gemmei, která k tomu vydala příkaz roku 711. Císařský dvůr dal podnět k sepsání kroniky patrně ze dvou důvodů. Prvním z nich bylo, aby i Japonci měli po vzoru Číňanů svou národní kroniku a potvrdili tak svou národní identitu. Druhým důvodem byla oslava vládnoucího císařského rodu a snaha, aby v kronice uvedené mýty o božském původu tohoto rodu kodifikovaly jeho postavení a moc.
Na základě císařského příkazu vytvořil kroniku učený dvořan Ó no Jasumaro (太 安万侶, asi 660-723), a to především podle vyprávění profesionálního vypravěče či vypravěčky jménem Hieda no Are (稗田 阿礼). Jasumaro kroniku sepsal v japonštině (jde o fonetický přepis japonštiny do čínských znaků), protože to byl jazyk, ve kterém mu byly mytické a pseudohistorické události líčeny, předmluvu však napsal ve vybroušené čínštině, jazyku tehdejších učenců.

## Obsah kroniky
Obsahem kroniky je doba mytických bohů, legendární období vlády prvních japonských císařů a další události až do vlády již historicky doložené první císařovny Suiko (593–628). Díky tomu se kronika stala jedním z nejvýznamnějších textů původního japonského náboženství šintoismu. Je také obrovským zdrojem poznání mravů staré japonské společnosti, jejích lidových zvyků, pověstí a písní a má také velký význam pro poznání nejstarší podoby japonštiny. Na rozdíl od mladších kroniky Nihonšoki v ní však nejsou vůbec žádné zmínky o vztazích k sousedním zemím.
Kronika se dělí na tří části (svitky):
- Kamicumaki obsahuje předmluvu a dále mýty o vzniku nebes a země a o zrození a činech šintoistických bohů, zejména o bohyni slunce Amaterasu a o sestoupení jejího vnuka Ningiho z nebes na horu Takačiho na ostrově Kjúšú, odkud vládl japonským ostrovům.
- Nakacumaki vypráví o vládě prvních legendárních císařů, líčí vítězné tažení prvního japonského císaře syna nebes Džimmua (byl potomkem vnuka bohyně Amaterasu Ningiho) na ostrov Honšú a časově zabírá úsek od poloviny 7. století př. n. l. do roku 310, tj. do konce vlády císaře Ódžina.
- Šimocumaki zachycuje události od vlády císaře Nintokua až do vlády první císařovny Suiko (593–628). Tato část již postrádá narativní (vyprávěcí) charakter a obsahuje zejména záznamy o císařském rodě, především o nástupech jednotlivých císařů a císařoven na trůn. Tyto záznamy jsou však proloženy nejstaršími známými japonskými básněmi, zvanými kajó (písně), kterých je celkem 113.[2]

## Česká vydání
- Kodžiki: japonské mýty, CAD Press, Bratislava 2007, slovenský překlad Viktora Krupy z roku 1979 převedl do češtiny F. R. Hrabal
- Kodžiki: Kronika dávného Japonska, ExOriente, Praha 2012, překlad za staré japonštiny Karel Fiala, ISBN 978-80-904246-9-2. Druhé, opravené vydání 2013. ISBN 978-80-905211-0-0. Třetí, opravené vydání 2017. ISBN 978-80-905211-4-8.